# نسر أبيض الرأس
النسر أبيض الرأس أو النسر الأصقع  أو النسر القنبراني (الاسم العلمي: Trigonoceps occipitalis)  هو طائر جارح متوسط الحجم من فصيلة البازية التابعة لرتبة بازيات الشكل من عائلة نسور العالم القديم ومستوطن بأفريقيا جنوب الصحراء، يمكن تمييزه بسهولة عن بقية النسور الأفريقية بسبب مظهره الفريد. يعتبر طائرا مهددًا بالانقراض بدرجة قصوى وقد انخفضت أعداده بشكل حاد في السنوات الأخيرة بسبب تدهور موائله الطبيعية المتمثلة في السافانا وأكله الجيف المسممة، كان أحد أقاربه المنقرض موجودًا أيضًا في جزيرة فلوريس الإندونيسية، مما يشير إلى أن الجنس كان أكثر انتشارًا في الماضي.

## الوصف

### الحجم
النسر أبيض الرأس طائرٌ متوسط الحجم، يتراوح طوله بين 72 و85 سم (28-33 بوصة) ويتراوح باع جناحيه بين 207 و230 سم (81-91 بوصة). يبلغ متوسط وزن الإناث 4.7 كجم (10 أرطال)، بينما الذكور أخف وزنًا بشكل عام عند 4 كجم (8.8 رطل) أو أقل. هذا النوع فريد من نوعه بين بقية النسور الأفريقية لأنه يظهر درجة من إزدواج الشكل الجنسي المعكوس، حيث تكون الإناث أكبر إلى حد ما من الذكور.

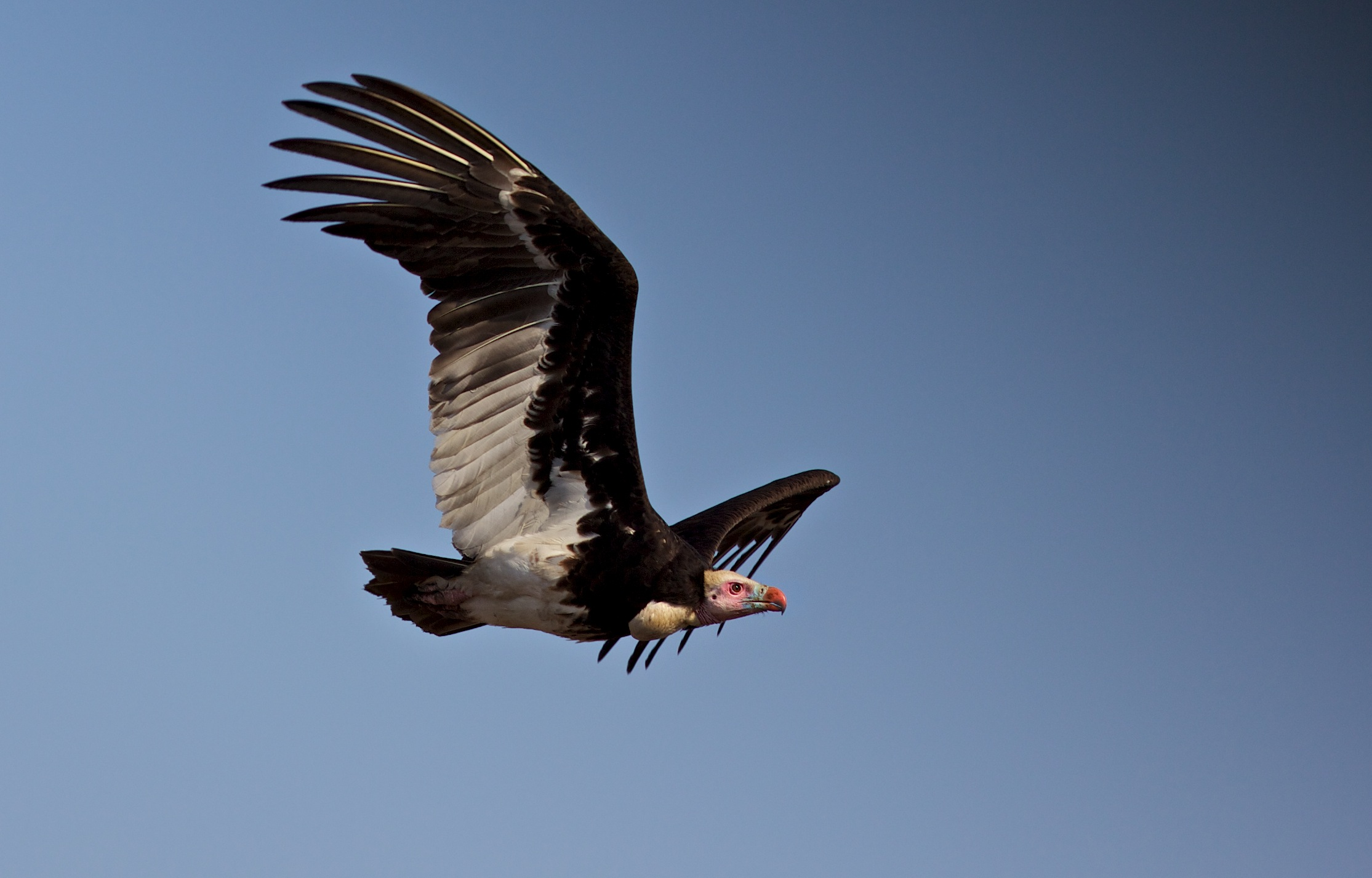
نسر أبيض الرأس بالغ يطير في منتزه كروغر الوطني

### المظهر

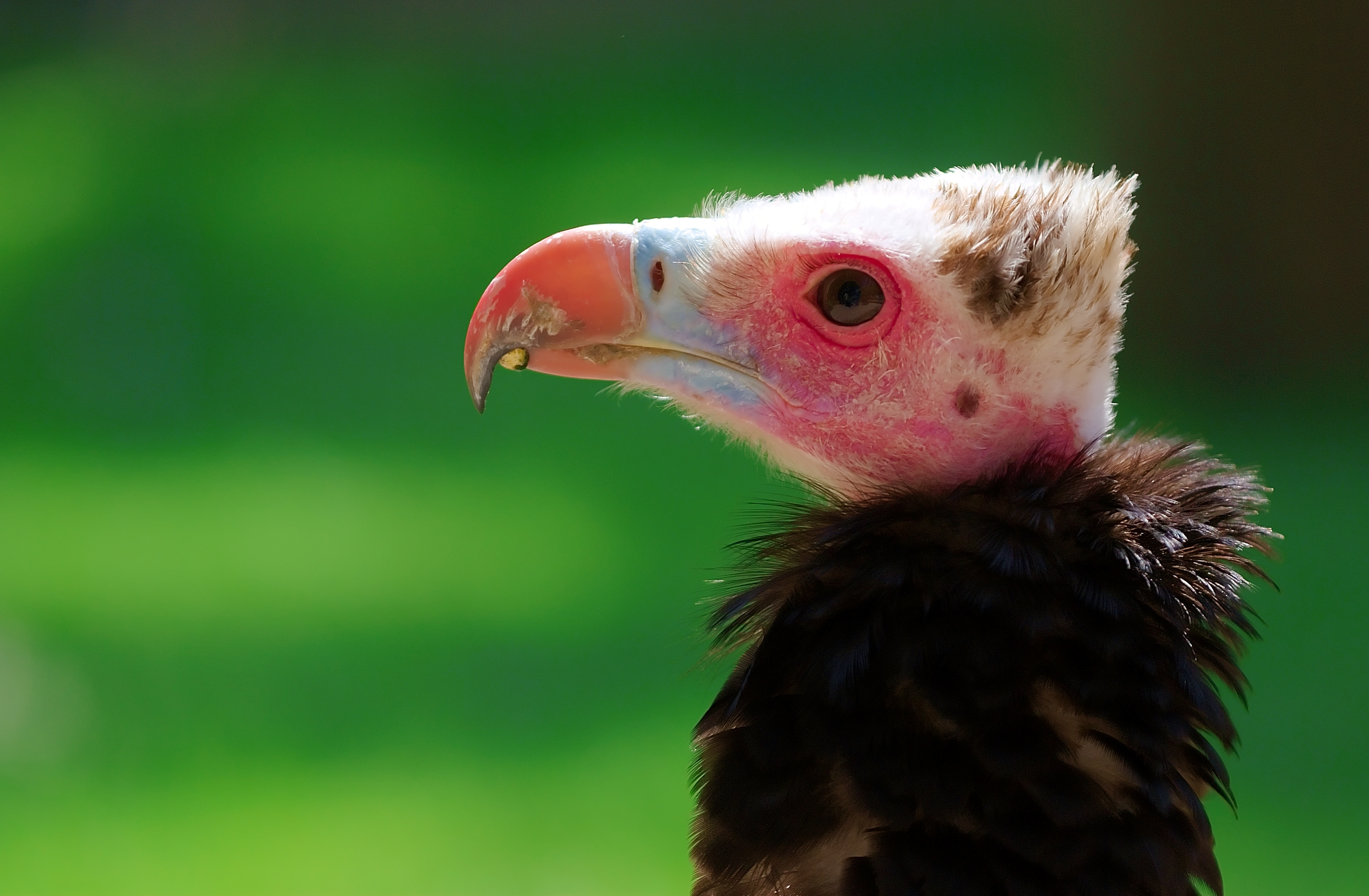
وجه النسر أبيض الرأس

له منقار أزرق فاتح و النهاية المعقوفة منه لونها برتقالي وقد حصل هذا النسر على اسمه من الريش الناعم الأبيض على رأسه مما يمنحه مظهرا زاويا، وجهه وردي خالٍ من الريش. الأجزاء العلوية من الجسم ذات ريش بني داكن بينما ريش الذيل أسود، أما ريش الأجزاء السفلية والساقين فأبيض اللون. يمكن تمييز هذه النسور بسهولة عن جميع أنواع النسور الأخرى حيث يظهر الريش تباينًا قويًا بين الأسود والأبيض.

## الغذاء
النسر الأصقع قمَّام (أكل جيف) مثل أي نوعٍ آخر من النسور. وكثيرا ما يحلق على ارتفاعاتٍ أدنى من أنواع النسور الأخرى، وغالبًا ما يكون من الأنواع الأولى التي تظهر عند الجيفة. ومع ذلك، فمن المحتمل أن يكون هذا النوع أيضًا مفترسًا نشطًا إذا أتيحت الفرصة المناسبة. على سبيل المثال، وُثِّقت حالات لأزواجٍ من هذه النسور تفتك بأنواع مثل النمس أسود الذيل (Galarella sanguinea) والورل (Varanus spp) وسنجاب سميث (Paraxerus cepapi) والقواع الحرجي (Lepus saxatilis). في ثلاثة من هذه الأحداث الأربعة، كان السلوك التعاوني بين الطيور واضحًا، مما يشير إلى أن هذا السلوك ليس نادرًا. لم يكن هناك أيضًا أي سلوك عدائي ملحوظ بين الطيور أثناء الأكل، فظهرت وهي تقتات دون أن تتأثر بوجود مراقب لها. تشير هذه الملاحظات إلى أن هذا النسر قد يكون من الحيوانات المفترسة الاختيارية العادية. ومع ذلك، هناك نقص في التقارير الميدانية المكثفة لذلك هناك ما يبرر إجراء مزيد من البحوث.
بالإضافة إلى ذلك، فإن المجال البصري لهذا النوع من النسور يشبه إلى حد كبير الجوارح الأخرى مثل البيزان أكثر من المجال المرئي لنسور الفتخاء التي تتغذى على الجيف. على وجه التحديد، للنسور بيضاء الرأس مجال مجهر أوسع بكثير (30 درجة، مقارنة بـ20 درجة لنسور الفتخاء)، والذي يُعتقد أنه يساعد في تحديد الموضع الدقيق وتوقيت المخالب بشكل مناسب لالتقاط الفريسة الحية.

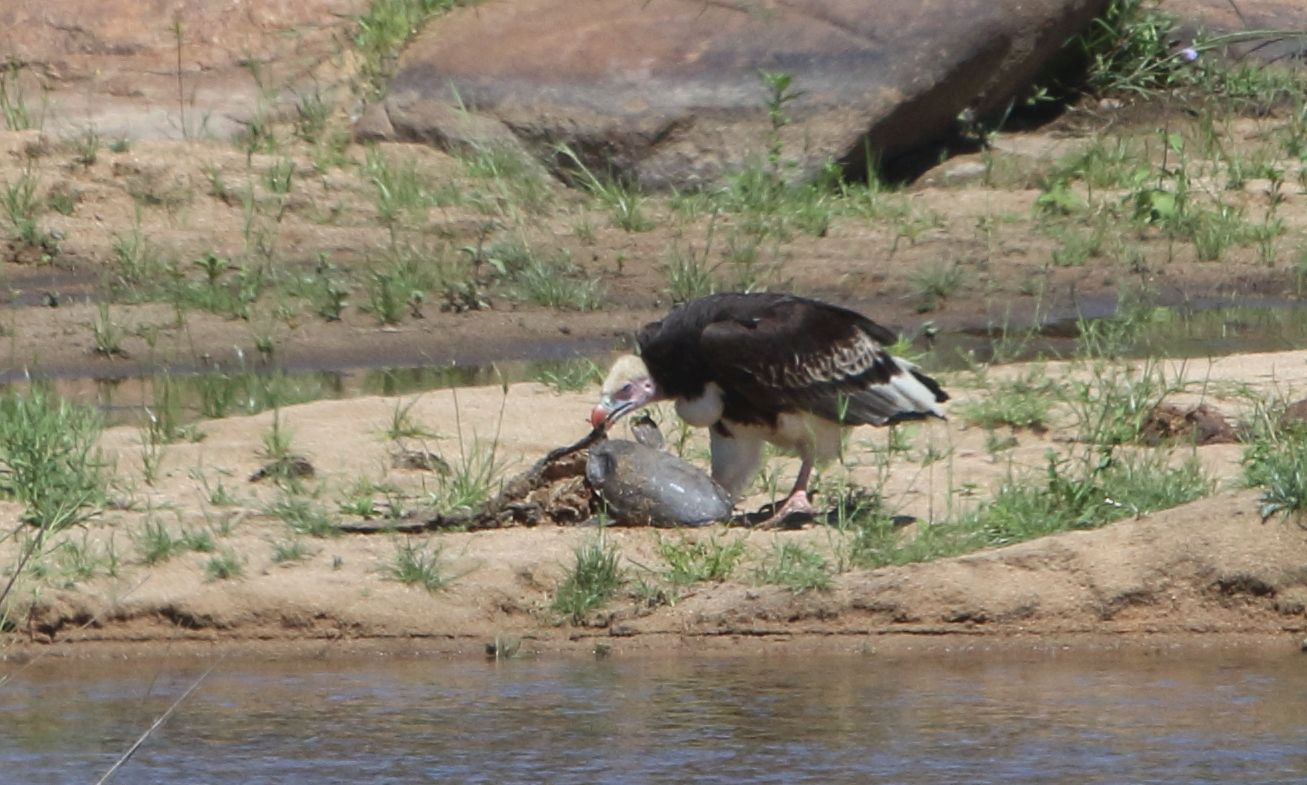
نسر أبيض الرأس يأكل الجيفة

## الموطن و التوزيع
ينتشر النسر أبيض الرأس عبر نطاق واسع في جميع أنحاء أفريقيا جنوب الصحراء الكبرى، عبر المنطقة الممتدة من السنغال وشرق غامبيا إلى الصومال، جنوبا حتى جنوب أفريقيا وسوازيلاند. قُدِّر إجمالي أعداد هذه النسور بين 10500 و18750 فردًا، لكن التقديرات الأحدث بعد الانخفاضات الأخيرة تشير إلى أن عدد الأفراد يبلغ 5500 طائرا فقط. تشير التقديرات إلى أن 400 منطقة محمية تحتوي على 1893 عشًا للنسور بيضاء الرأس، منها 721 عشًا في شرق إفريقيا، و548 في وسط إفريقيا، و468 في جنوب إفريقيا، و156 في غرب إفريقيا. يفضل هذا النوع الغابات المختلطة والجافة الواقعة على ارتفاعات منخفضة. تحلق هذه النسور على ارتفاعات تصل إلى 4000 متر (13000 قدم) في إثيوبيا، وربما 3000 متر (9800 قدم) في كينيا، ويمكن العثور عليها في المناطق الحرجية التي تغلب عليها أشجار السنط في بوتسوانا. تتجنب بشكل عام الموائل البشرية، وتتركز أعدادها في المناطق المحمية. على سبيل المثال، يضم منتزه كروغر الوطني والمناطق المحمية المجاورة أكبر عدد من هذه النسور في جنوب إفريقيا.

## التفريخ
تُفرخ النسور بيضاء الرأس بشكل سنوي وعلى عكس العديد من أنواع النسور الأفريقية الأخرى، فإن النسر أبيض الرأس لا يعشش في مستعمرات بل يفضل بدلاً من ذلك بناء عشه منعزلا على بعد 5 إلى 9 أميال (8 إلى 15 كم) على الأقل من كل زوج آخر. تبني النسور عشًا كبيرًا مصنوعًا من العصي، وعادةً يُبنى في قمة شجرة سنط أو باوباب. اكتشف العلماء أن بعض الأزواج قد يكون لها عشان أو أكثر، وتتناوب في استخدامها كل عام كل عام. عندما يحين الوقت المناسب، تضع الأنثى بيضة واحدة، ترخمها طيلة 55 يومًا تقريبًا، ويتشارك الوالدان في مهام الحضانة. تُغذَّى الفراخ عن طريق التقيؤ مباشرة في أفواهها أو على أرضية العش. ومع ذلك، تمكن الباحثون أيضًا من ملاحظة حالة نسر أبيض الرأس يغذي فرخه بنفس الطريقة التي تطعم بها العقبان فراخها عن طريق تمزيق قطع اللحم بعناية وتمريرها إلى منقار الفرخ. بعد حوالي 14 إلى 16 أسبوعا من الرعاية من طرف الكبار، بصبح الفرخ جاهزًا لمغادرة العش والطيران لأول مرة.

## حالة الحفظ

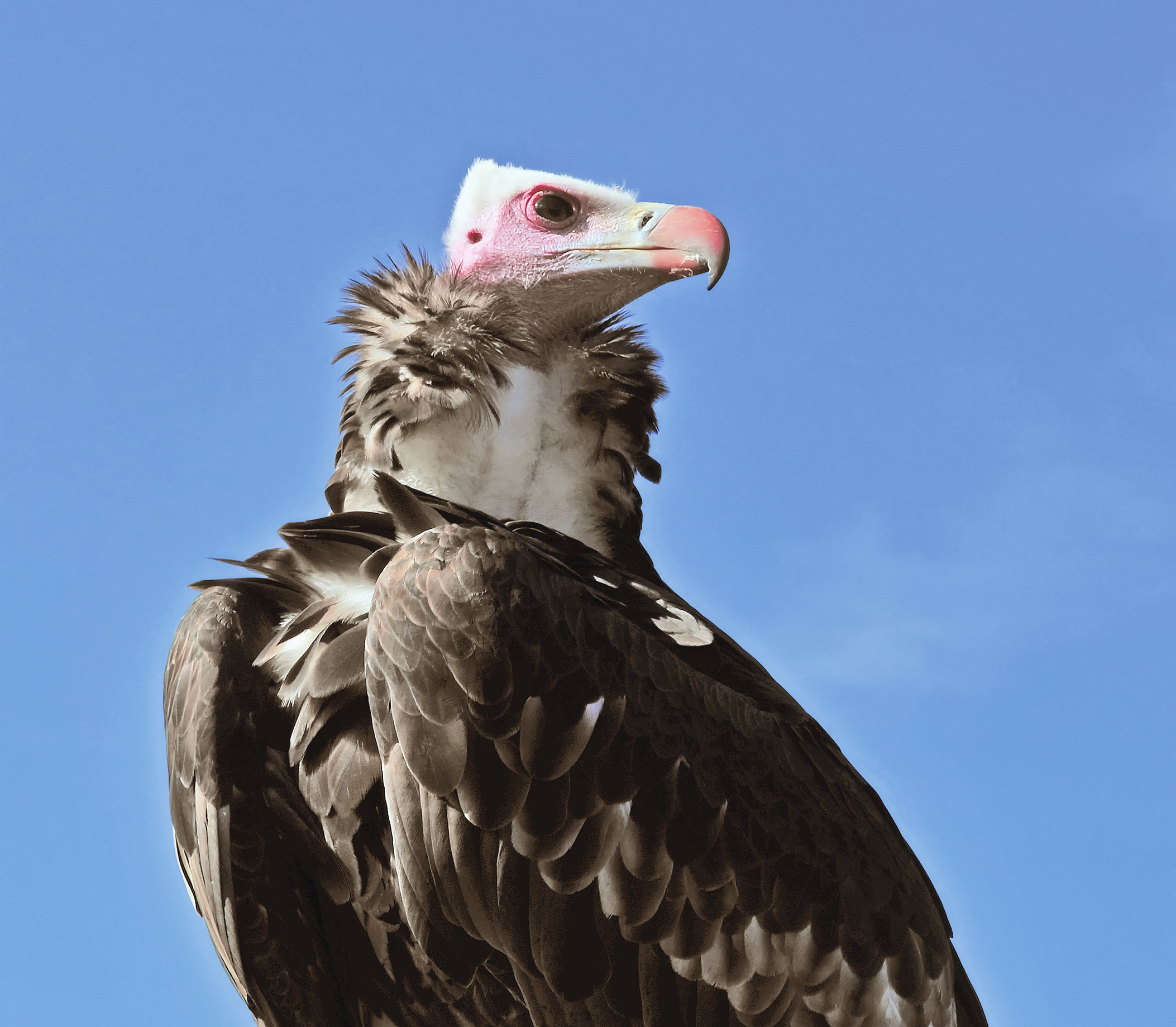
النسر ذو الرأس الأبيض (حديقة كروجر الوطنية، جنوب أفريقيا)

تناقصت أعداد النسر الأصقع منذ أوائل أربعينيات القرن العشرين، وفي عام 2007 صُنِّف على أنه مهدد بخطر الانقراض الأدنى في القائمة الحمراء للأنواع المهددة بالانقراض، ولكن خُفِّضت مرتبتها سنة 2015 إلى نوع مهدد بخطر الانقراض الأقصى لأن المؤشرات الحديثة أظهرت أن النوع أشد نُدرة أكثر مما كان يعتقد سابقًا.
تتمثل التهديدات الرئيسية التي يتعرض لها النسر أبيض الرأس في انخفاض توافر مصادر الغذاء المناسبة (جيف الثدييات متوسطة الحجم وذوات الحوافر) وفقدان الموائل بسبب انتشار التطورات الحضرية وإستصلاح الأراضي الزراعية. يعتبر التسمم من خلال الطعوم المجهزة للواحم الأخرى مثل بنات آوى والضباع، وكذلك التسمم المستهدف للنسور (من طرف الصيادين الذين يسعون لمنع النسور من لفت الانتباه إلى الصيد غير القانوني)، عامل مهم أيضًا، فمثلا لقي 17 نسرًا أبيض الرأس بجانب عدة أنواع نسور أخرى مصرعهم في حادث تسمم جماعي في بوتسوانا في عام 2019. الأسباب الثانوية لانحدار الأعداد هي التجارة غير القانونية للطيور الجارحة فقد تم توثيق عدة حالات في غرب ووسط أفريقيا، وفي جنوب إفريقيا، يتم صيد هذا النوع لاستخدامه في الأدوية التقليدية وفي زامبيا يبدو أن النسور الصقعاء تقتل عمدًا لاستخدامها في السحر. هذا النسر شديد الحساسية لاستخدام الأراضي ويميل إلى الابتعاد عن الموائل المتدهورة، مما يؤدي إلى تركيزات عالية في المناطق المحمية. قد يمثل الإدخال المحتمل لعقار ديكلوفيناك المضاد للالتهابات عند الماشية تهديدًا محتملاً في المستقبل، لأنه يكون قاتلًا لجميع أنواع جنس القشاعم.

## روابط خارجية
- نسر أبيض الرأس - نص الأنواع في أطلس طيور جنوب إفريقيا .
- ثقافة النسر في لايرويب
- الطيور الجارحة في ناميبيا